# Пласер
Пла́сер (англ. Placer County; /ˈplæsər/) — округ американского штата Калифорния.

## География
Округ Пласер занимает одновременно как часть Долины Сакраменто так и горного хребта Сьерра-Невада в историческом регионе Золотая страна. Округ заметно вытянут с юго-запада на северо-восток: он простирается от пригородов Сакраменто до озера Тахо и границы со штатом Невада. Протяжённость округа по этой линии составляет почти 140 километров, при этом поперечная его «ширина» колеблется от 10 до 44 километров.
Площадь округа составляет 3890 км² (30-е место среди 58 округов штата), 250 км² (6,4 %) занимают открытые водные пространства. По территории округа протекает река Американ-Ривер, а в восточной части округа лежит озеро Тахо (второе озеро по глубине в США), административно разделённое между двумя штатами и пятью их округами; округу Пласер «принадлежит» 40,96 % площади озера — больше, чем любому другому.

### Соседние округа
- Эль-Дорадо  Калифорния — с юга
- Сакраменто  Калифорния — с юго-запада
- Саттер  Калифорния — с запада
- Юба  Калифорния — с северо-запада
- Невада  Калифорния — с севера
- Уошо  Невада — с востока
- Карсон-Сити  Невада — с востока (столица Невады, независимый город?!, т. е. не входит ни в один округ)
- Дуглас  Невада — с юго-востока

### Населённые пункты округа
Сортировка по убыванию населения. В скобках указано количество жителей на 2010 год. Административный центр выделен полужирным.
Города (city)
- Розвилл (118 788)
- Роклин (56 974)
- Линкольн (42 819)
- Оберн (13 330)
- Колфакс[англ.] (1963)

Городок (town)
- Лумис[англ.] (6430)

Невключённые территории и статистически обособленные местности
- Гранит-Бей[англ.] (20 402)
- Норт-Оберн[англ.] (13 022)
- Кингс-Бич[англ.] (3796)
- Мидоу-Виста[англ.] (3217)
- Скво-Вэлли (3162)
- Саннисайд-Тахо-Сити[англ.] (1557)
- Форестхилл[англ.] (1483)
- Тахо-Виста[англ.] (1433)
- Шеридан[англ.] (1238)
- Ньюкасл[англ.] (1224)
- Доллар-Пойнт[англ.] (1215)
- Тахома[англ.] (1191)
- Пенрин[англ.] (831)
- Алта[англ.] (610)
- Карнелиан-Бей[англ.] (524)
- Датч-Флэт[англ.] (160)
- Кингвейл[англ.] (143)[4]
- Бакстер[англ.] (?)
- Веймар[англ.] (?)
- Офир[англ.] (?)
- Эпплгейт[англ.] (?)

## История

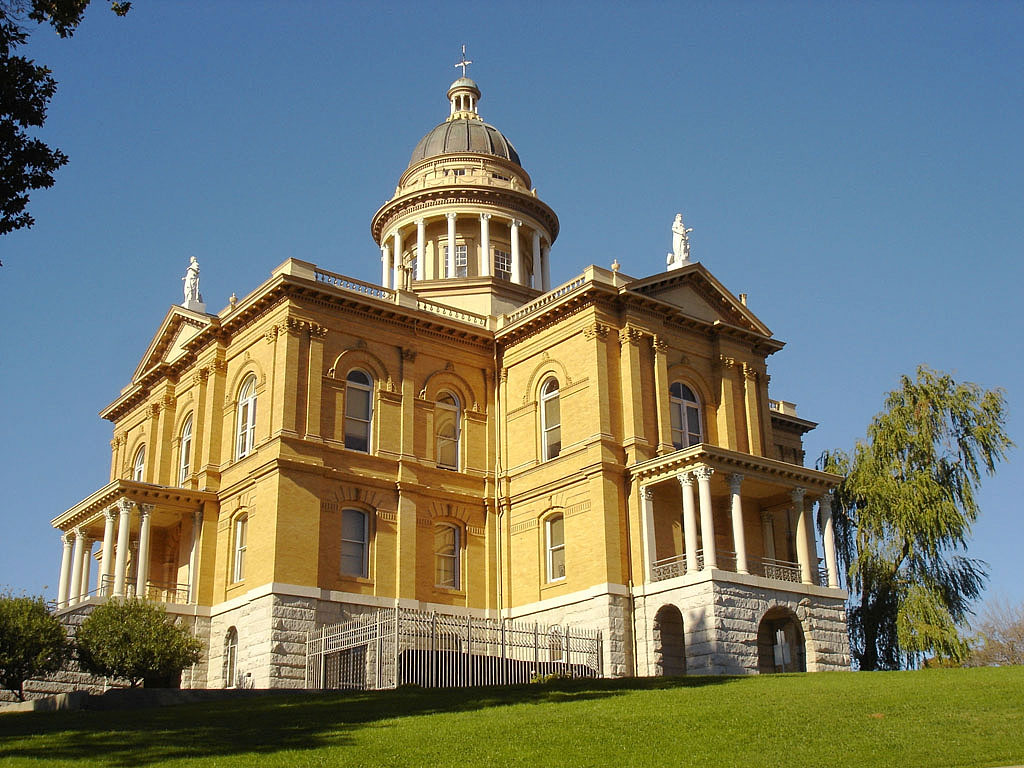
Окружной суд, работает с 1894 года.

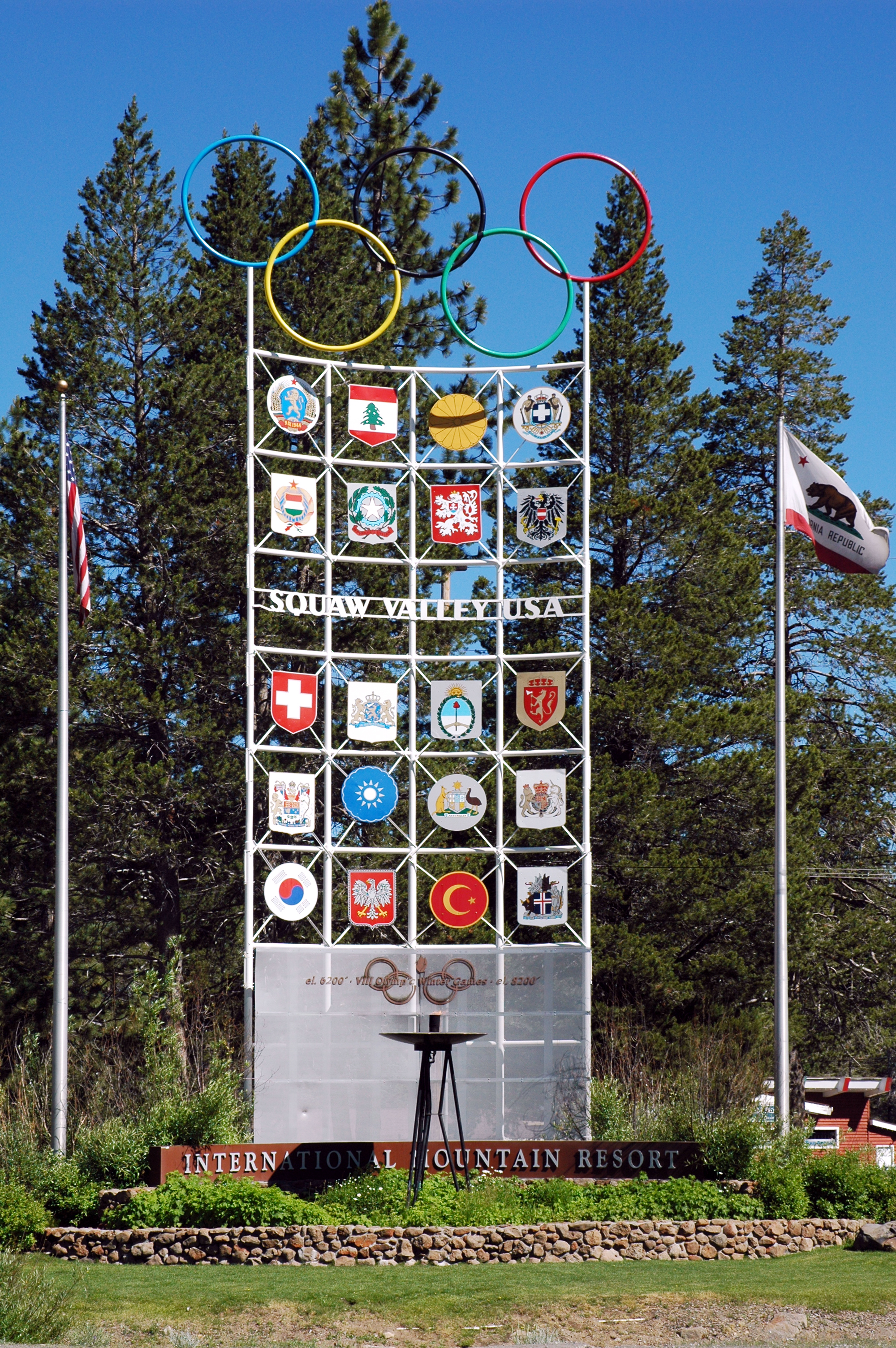
Въезд в Скво-Вэлли

В мае 1848 года в регионе было обнаружено золото, причём в таких количествах, что вскоре он получил полуофициальное название Золотая страна. Сюда стали прибывать десятки тысяч старателей и тысячи людей, их сопровождавших и обслуживавших: семьи, торговцы и прочие. Вскоре было принято решение образовать новый округ, и 25 апреля 1851 года он был официально создан, для чего были «отрезаны» части соседних округов Саттер и Юба. Название новообразованному округу дали «Пласер» (англ. Placer) в честь основного способа добычи здесь золота — шлихования (англ. Placer mining).
В 1875 году в Линкольне заработал завод по производству керамики Gladding, McBean — одна из старейших из ныне существующих компаний в Калифорнии, пионер в области керамического производства не только в штате, но и на всём Диком Западе.
Добыча золота оставалась главным занятием жителей округа вплоть до конца 1880-х годов, но после, в связи с истощением жил, население округа постепенно переключилось на земледелие, заготовку древесины и обеспечение южно-тихоокеанской железной дороги. 4 июля 1894 года было заложено здание окружного суда; после реставрации в конце 1980-х годов суд продолжил выполнять свои прямые обязанности, а также в здании заработал музей округа. В 1908 году железная дорога добралась до маленького городка Розвилл, который вскоре стал крупным транспортным узлом в регионе, обошёл по численности населения административный центр округа, и к 2010 году превышает его по этому показателю уже почти в девять раз.
В 1960 году в городке Скво-Вэлли прошли VIII Зимние Олимпийские игры — с тех пор и поныне он остаётся самым маленьким населённым пунктом из тех, что когда-либо принимали Олимпийские игры.
В середине 1970-х годов население округа преодолело отметку в 100 000 человек, в середине 1990-х — 200 000, в конце 2000-х годов — достигло трети миллиона человек.
В округе вырыты несколько крупных карьеров, в которых добывают гранит.

## Транспорт
Через округ проходит межштатная автомагистраль I-80 и несколько крупных автодорог уровня штата: SR-28, SR-49, SR-65, SR-89, SR-174 и SR-267. Автобусное сообщение обеспечивает Placer County Transit. На территории округа расположены три аэропорта: Оберн, Линкольн и Траки-Тахо.

## Демография
2000 год
По переписи 2000 года в округе Пласер жили 248 399 человек, было 93 382 домохозяйства и 67 701 семья. Расовый состав: белые — 88,6 %, негры и афроамериканцы — 0,8 %, коренные народности — 0,9 %, азиаты — 3 %, уроженцы Гавайев и других тихоокеанских островов — 0,2 %, прочие расы — 3,4 %, смешанные расы — 3,2 %, латиноамериканцы (любой расы) — 9,7 %. Происхождение предков: немцы — 15,5 %, англичане — 12,3 %, ирландцы — 10,6 %, итальянцы — 7,1 %. В качестве домашнего языка общения английский указали 89,7 % жителей, 6 % дома говорят по-испански. Средняя семья состояла из 3,06 человек. На 100 женщин приходилось 96,4 мужчин. Доход на душу населения составлял 27 963 доллара в год, средний доход на домохозяйство — 57 535 долларов, на семью — 65 858 долларов в год. 3,9 % семей и 5,8 % населения жили за чертой бедности, в том числе 6,3 % несовершеннолетних и 3,8 % пенсионеров. Безработица составляла 7 %.
2010 год
По переписи 2010 года в округе Пласер жили 348 432 человека. Расовый состав: белые — 83,5 %, негры и афроамериканцы — 1,4 %, коренные народности — 0,9 %, азиаты — 5,9 %, уроженцы Гавайев и других тихоокеанских островов — 0,2 %, прочие расы — 3,8 %, смешанные расы — 4,3 %, латиноамериканцы (любой расы) — 12,8 %.
2011 год
По оценкам 2011 года в округе Пласер жили 343 554 человека. Расовый состав: белые — 84,7 %, негры и афроамериканцы — 1,3 %, коренные народности — 0,8 %, азиаты — 6 %, уроженцы Гавайев и других тихоокеанских островов — 0,2 %, прочие расы — 3,3 %, смешанные расы — 3,7 %, латиноамериканцы (любой расы) — 12,6 %. Доход на душу населения составлял 35 583 доллара в год, средний доход на домохозяйство — 74 645 долларов, на семью — 90 446 долларов в год. Средний возраст мужчины составил 40 лет, женщины — 41 год.
2012 год
По оценкам 2012 года в округе Пласер жили 361 682 человека. Средний возраст жителя был 40 лет. 35 % были мужчинами и 65 % женщинами. Что касается политических предпочтений, с 1980 года жители округа отдают предпочтение Республиканской партии: с тех выборов и до выборов 2012 года они всегда опережали сторонников Демократической партии, в частности, в 2012 году их соотношение оказалось 58,9 % на 38,9 %.
2013 год
По оценкам 2013 года в округе Пласер жили 367 309 человек.

## Крупнейшие работодатели
На 2010 год
1. Kaiser Permanente — 3064 рабочих места
2. Hewlett-Packard — 2500
3. Администрация округа — 2400
4. Union Pacific Railroad — 2000
5. Sutter Health[англ.] — 1983
6. Northstar California[англ.] — 1500
7. Thunder Valley Casino Resort[англ.] — 1412
8. Администрация Розвилла — 1282
9. PRIDE Industries — 1135
10. Raley's Supermarkets[англ.] — 1006

## Достопримечательности
Природные
- Озеро Тахо — второе по глубине озеро в США (частично на территории округа)
- Национальный лес Тахо[англ.] (частично)
- Национальный лес Эльдорадо[англ.] (частично)

Рукотворные
- Мост Форестхилл — самый высокий мост в Калифорнии, 4-й по высоте в США
- Лыжный курорт Скво-Валли[англ.]
- Карьер Гриффита[англ.] — создан в 1864 году, внесён в Национальный реестр исторических мест (НРИМ) в 1977 году
- Бревенчатая хижина Уотсона[англ.] — построена в 1908 году, внесена в НРИМ в 1979 году
- Публичная библиотека[англ.] — построена в 1909 году, внесена в НРИМ в 2011 году
- Мост Маунтин-Кэррис[англ.] — построен в 1912 году, внесён в НРИМ в 2004 году
- Плотина озера Тахо[англ.] — построена в 1913 году, внесена в НРИМ в 1981 году
- Масонский храм[англ.] — построен в 1915 году, внесён в НРИМ в 2011 году

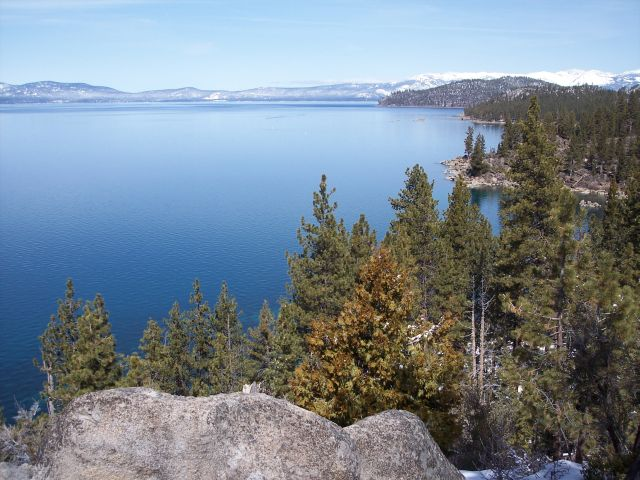
Озеро Тахо
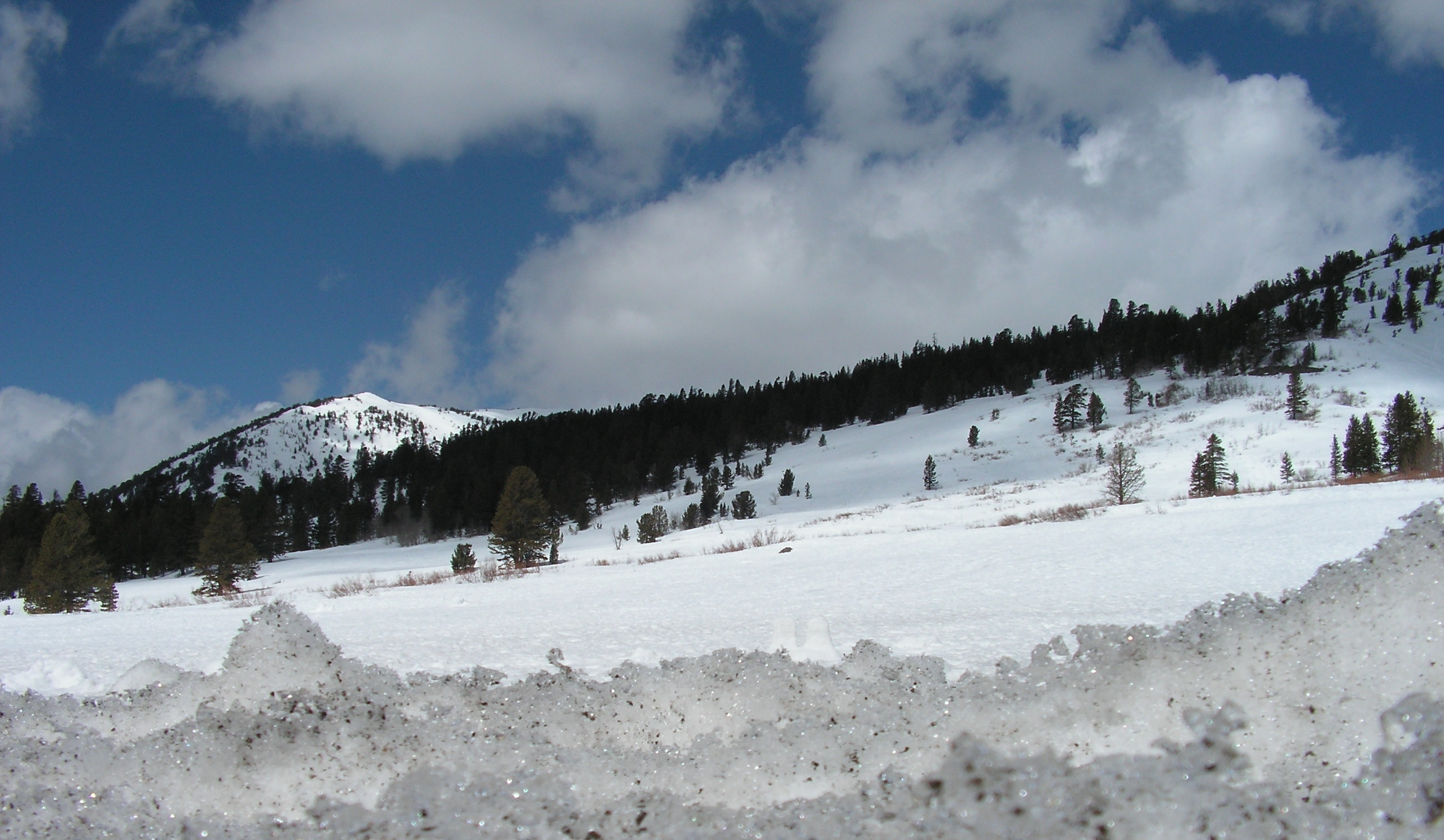
В национальном лесу Тахо[англ.]
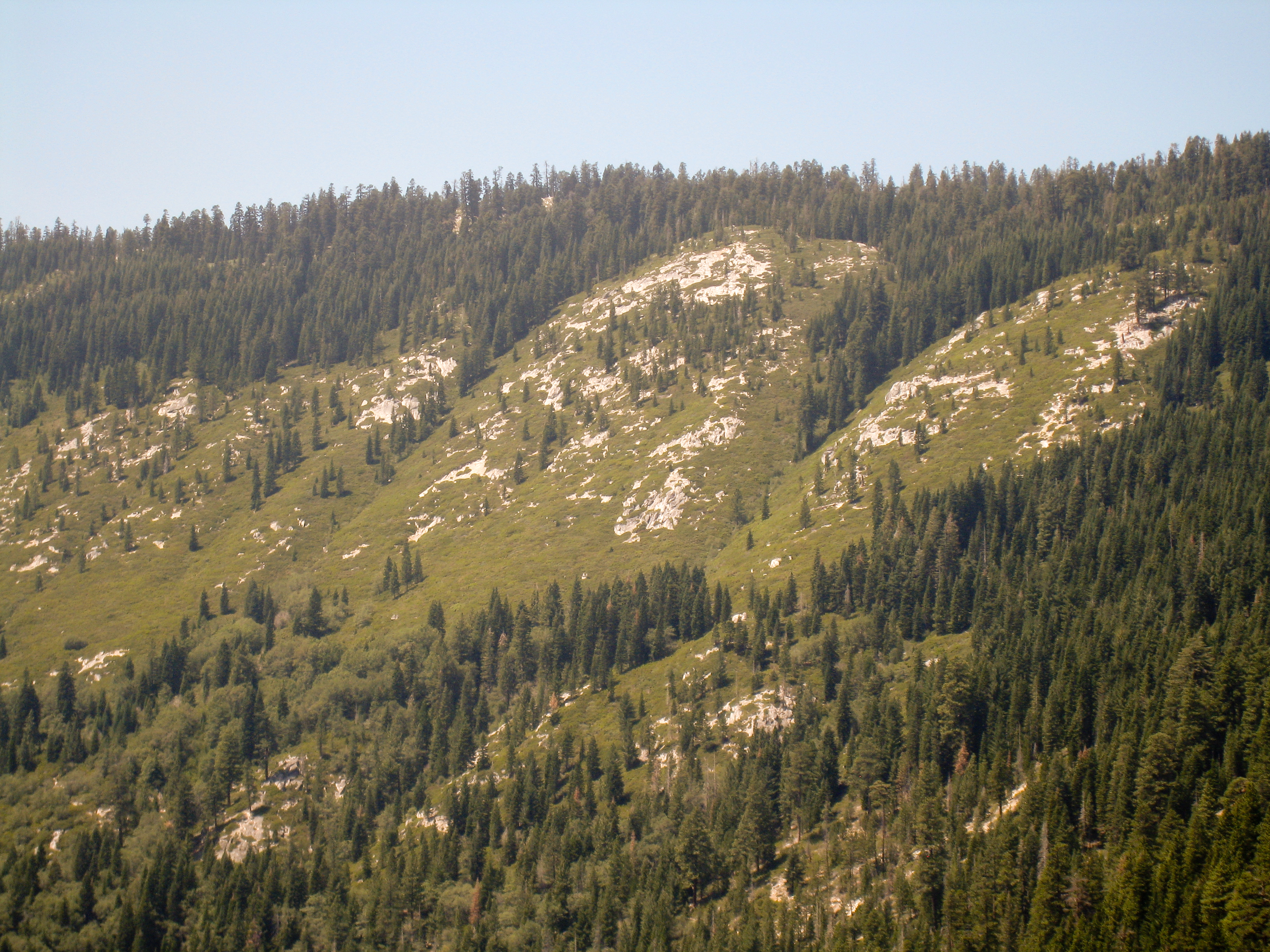
В национальном лесу Эльдорадо[англ.]
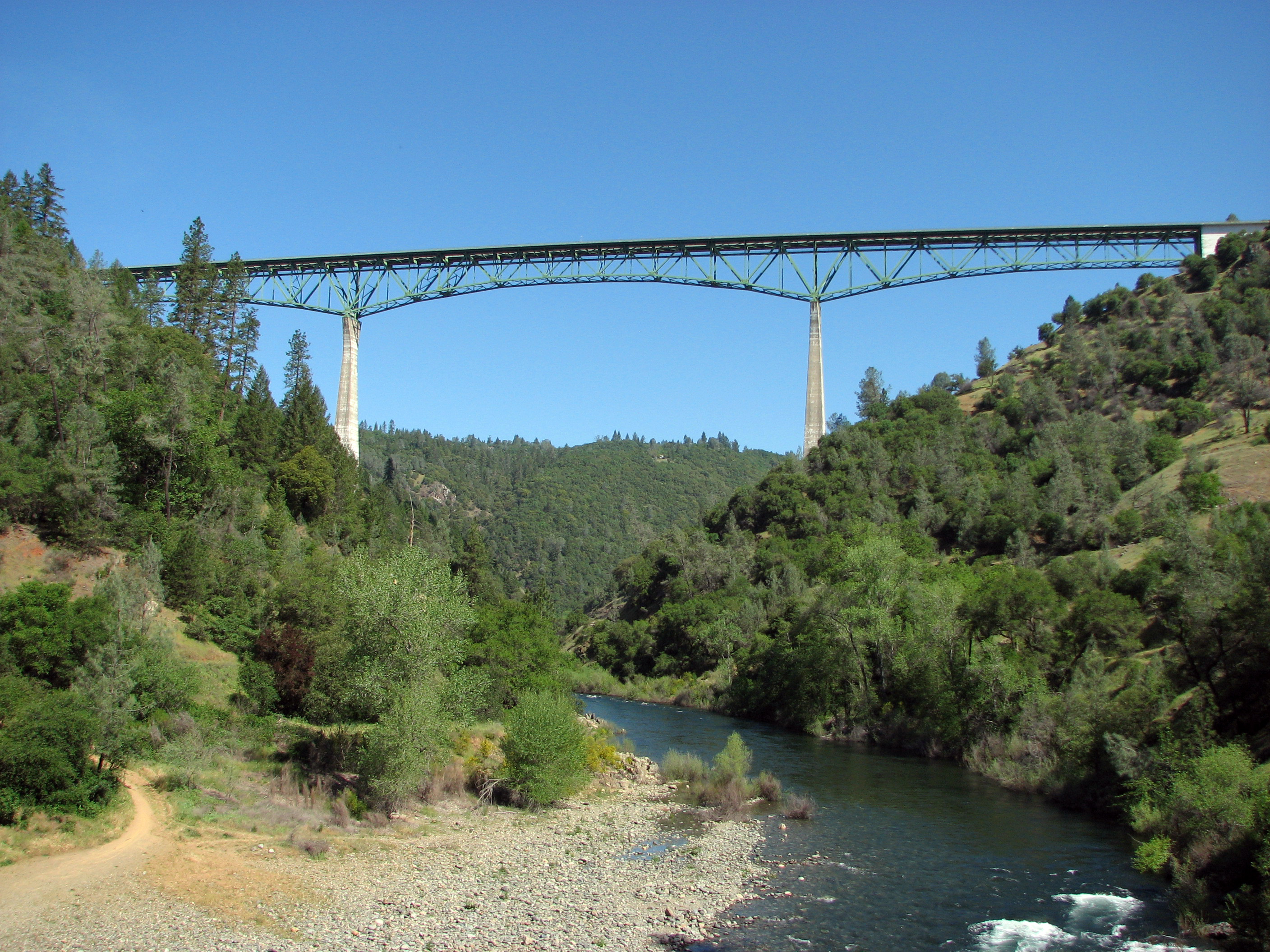
Мост Форестхилл
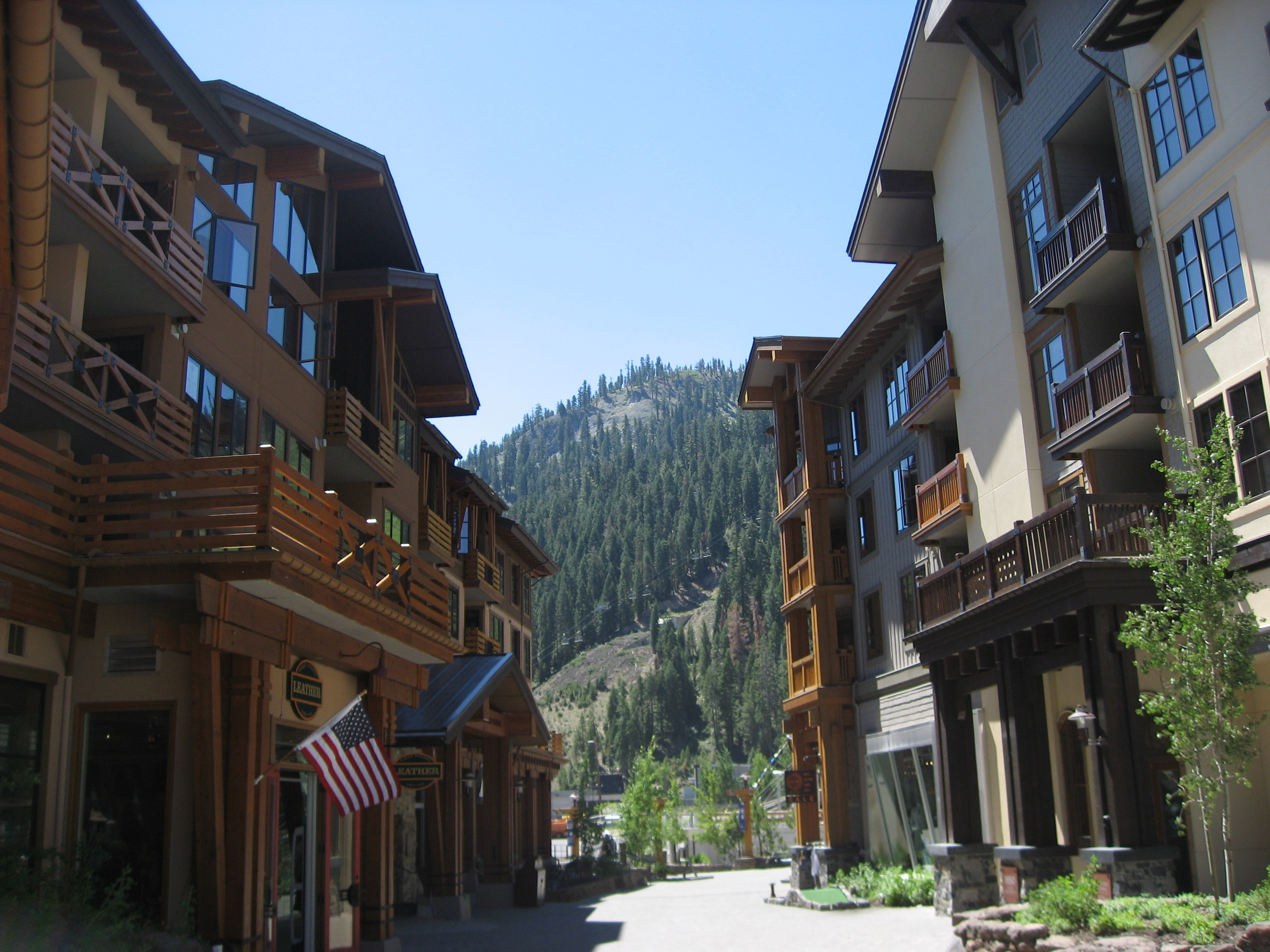
Лыжный курорт Скво-Валли[англ.]